# Sabrina Dornhoefer
Sabrina Dornhoefer (2 dicembre 1963) è un'ex mezzofondista statunitense.
Staibilì il suo record personale (8:44.91) nei 3000 metri l'8 giugno 1988 a Victoria.

## Palmarès
| Anno                                | Manifestazione              | Sede            | Evento                     | Risultato |
| ----------------------------------- | --------------------------- | --------------- | -------------------------- | --------- |
| In rappresentanza degli Stati Uniti |                             |                 |                            |           |
| 1984                                | Mondiali di corsa campestre | East Rutherford | Lunga distanza individuale | 16ª       |
| 1984                                | Mondiali di corsa campestre | East Rutherford | Lunga distanza di squadra  | Oro       |
| 1991                                | Giochi panamericani         | L'Avana         | 3000 metri                 | Oro       |